# Will Louis
Will Louis (24 de junio de 1873 – 6 de diciembre de 1959) fue un director, actor y guionista cinematográfico de nacionalidad estadounidense, activo en la época del cine mudo. 
Su verdadero nombre era William Louis Reteneller, nació en Maryland, Estados Unidos, y falleció en Los Ángeles, California.

## Filmografía

### Director
- The Dumb Wooing (1912)
- Eighty Million Women Want - ? (1913)
- Back to the Farm, codirigida con Joseph Levering (1914)
- Making Auntie Welcome (1914)
- Who's Who? (1914)
- Spaghetti a la Mode (1915)
- Shoddy the Tailor
- A Double Role
- An Expensive Visit (1915)
- A Lucky Loser
- Cleaning Time
- Black Art
- The Cook's Mistake
- Mixed Flats
- Sleep, Beautiful Sleep
- Count Macaroni
- The Undertaker's Daughter
- A Hazardous Courtship
- The Dumb Wooing (1915)
- Up in the Air
- Father Said He'd Fix It (1915)
- A Sport of Circumstances (1915)
- It May Be You
- What a Cinch
- A Change for the Better
- Poor Baby
- The Rakoon Hose Company (1915)
- Not Much Force
- Food for Kings and Riley (1915)
- The Dead Letter (1915)
- Clothes Make the Man (1915)
- Matilda's Fling
- The Haunted Hat (1915)
- The Simp and the Sophomores
- Babe's School Days (1915)
- The Silent Tongue
- In Zululand (1915)
- Black Eyes
- The Widow's Breezy Suit
- The Seventh Day (1915)
- The Parson's Button Matcher (1915)
- His Wife's Sweetheart
- The Sufferin' Baby
- Santa Claus vs. Cupid
- A Special Delivery
- A Sticky Affair (1916)
- One Too Many (1916)
- The Serenade
- Nerve and Gasoline
- Bungles Lands a Job
- Their Vacation
- Mamma's Boys
- The Battle Royal
- All for a Girl (1916)
- What's Sauce for the Goose
- The Brave Ones
- The Real Dr. Kay
- A Mix-Up in Black
- The Water Cure (1916)
- Robbing the Fishes
- Thirty Days
- Baby Doll
- The Schemers (1916)
- Sea Dogs
- Hungry Hearts
- Never Again (1916)
- Better Halves
- A Day at School
- Spaghetti, codirigida con Arthur Hotaling (1916)
- Aunt Bill
- The Heroes
- Human Hounds
- Dreamy Knights
- Life Savers
- Their Honeymoon, codirigida con Arthur Hotaling (1916)
- An Aerial Joyride
- Sidetracked
- Stranded, codirigida con Arthur Hotaling (1916)
- Love and Duty
- The Reformers
- Royal Blood
- The Candy Trail
- The Precious Parcel, codirigida con Arthur Hotaling (1916)
- A Maid to Order
- Twin Flats
- A Warm Reception
- Pipe Dreams
- Mother's Child
- Prize Winners

### Actor
- When Women Strike (1911)
- Archibald the Hero (1911)
- A Hot Time in Atlantic City, de Arthur Hotaling (1911)
- A Gay Time in New York City, de Arthur Hotaling (1911)
- An Actor in a New Role (1911)
- Mr. and Mrs. Suspicious (1911)
- One Way to Win, de Arthur Hotaling (1911)
- Just Married (1912)
- A Gay Time in Quebec (1912)
- Bringing in the Law, de Otis Thayer (1914)
- Spaghetti a la Mode, de Will Louis (1915)
- The Haunted Hat, de Will Louis (1915)
- The Battle Royal

### Guionista
- Back to the Farm, de Joseph Levering y Will Louis (1914)
- Who's Who?
- Cleaning Time
- Black Art
- Mixed Flats
- The Undertaker's Daughter
- Father Said He'd Fix It
- The Rakoon Hose Company, de Will Louis (1915)
- Babe's School Days, de Will Louis (1915)
- In Zululand, de Will Louis (1915)
- The Parson's Horse Race, de George Lessey (1915)
- The Parson's Button Matcher, de Will Louis (1915)
- Speed (1917)
- Getting the Evidence
- Her Iron Will